# Buhl-Lorraine
Buhl-Lorraine (Duits Bühl in Lothringen, 1940–44 Bühl am Kanal) is een gemeente in het Franse departement Moselle (regio Grand Est). De plaats maakt deel uit van het arrondissement Sarrebourg-Château-Salins. Buhl-Lorraine telde op 1 januari 2022 1.191 inwoners.

## Geografie
De oppervlakte van Buhl-Lorraine bedroeg op 1 januari 2022 11,2 vierkante kilometer; de bevolkingsdichtheid was toen 106,3 inwoners per km².

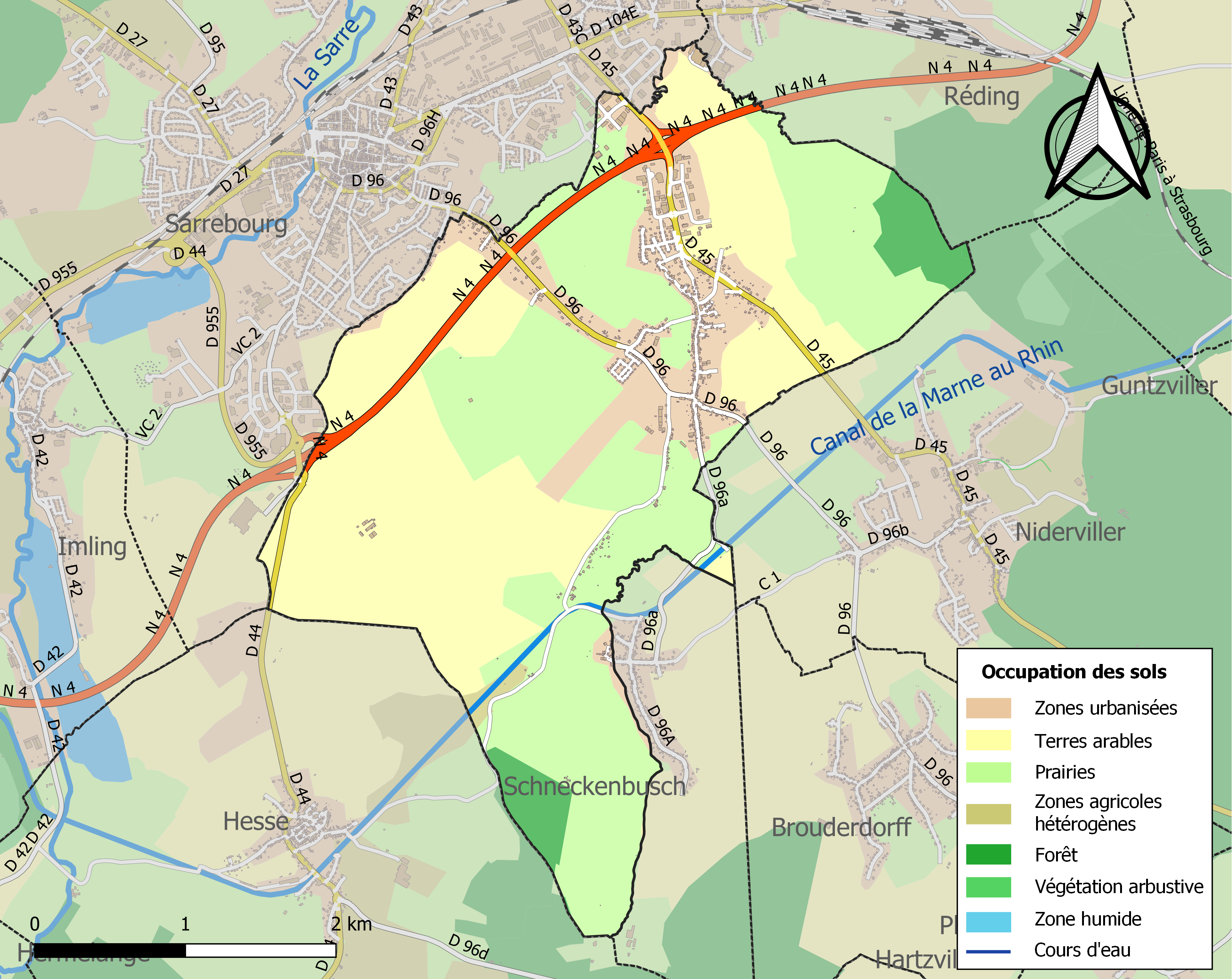
Kaart van de gemeente met de belangrijkste infrastructuur, bodemgebruik en omliggende gemeenten

## Demografie
Onderstaande figuur toont het verloop van het inwonertal (bron: INSEE-tellingen).